# Бринон-сюр-Содр
Брино́н-сюр-Содр (фр. Brinon-sur-Sauldre) — коммуна во Франции, находится в регионе Центр. Департамент — Шер. Входит в состав кантона Аржан-сюр-Содр. Округ коммуны — Вьерзон.
Код INSEE коммуны — 18037.
Коммуна расположена приблизительно в 145 км к югу от Парижа, в 50 км юго-восточнее Орлеана, в 55 км к северу от Буржа.

## Население
Население коммуны на 2008 год составляло 1044 человека.
| 1962 | 1968 | 1975 | 1982 | 1990 | 1999 | 2008 |
| ---- | ---- | ---- | ---- | ---- | ---- | ---- |
| 1224 | 1332 | 1293 | 1249 | 1107 | 1089 | 1044 |

## Экономика

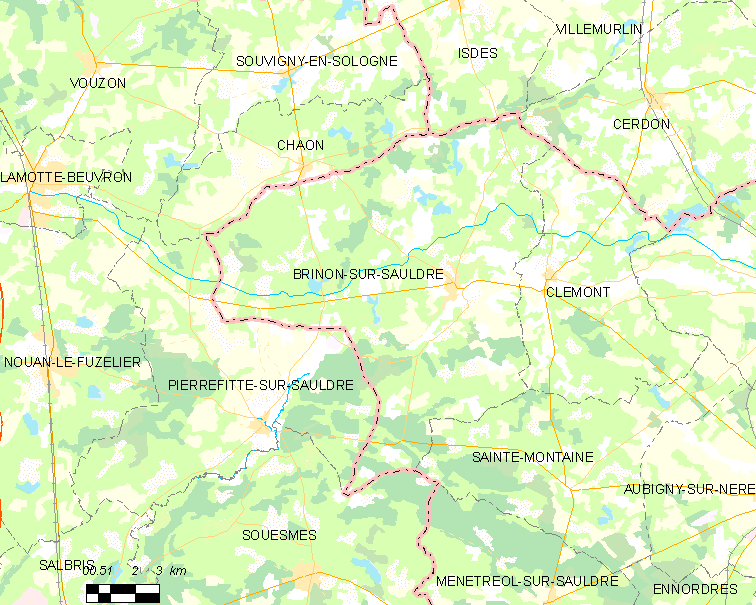
Карта коммуны

В 2007 году среди 617 человек в трудоспособном возрасте (15-64 лет) 433 были экономически активными, 184 — неактивными (показатель активности — 70,2 %, в 1999 году было 69,3 %). Из 433 активных работали 407 человек (225 мужчин и 182 женщины), безработных было 26 (14 мужчин и 12 женщин). Среди 184 неактивных 34 человека были учениками или студентами, 80 — пенсионерами, 70 были неактивными по другим причинам.

## Достопримечательности
- Церковь Сен-Бартелеми (XII век). Исторический памятник с 1926 года[3]
  - Риза, два стихаря, епитрахиль, орарь (XVII век). Исторический памятник с 2006 года[4]
- Замок Бринон-сюр-Содр[фр.] (XVII век)